# Nadelöhrgasse

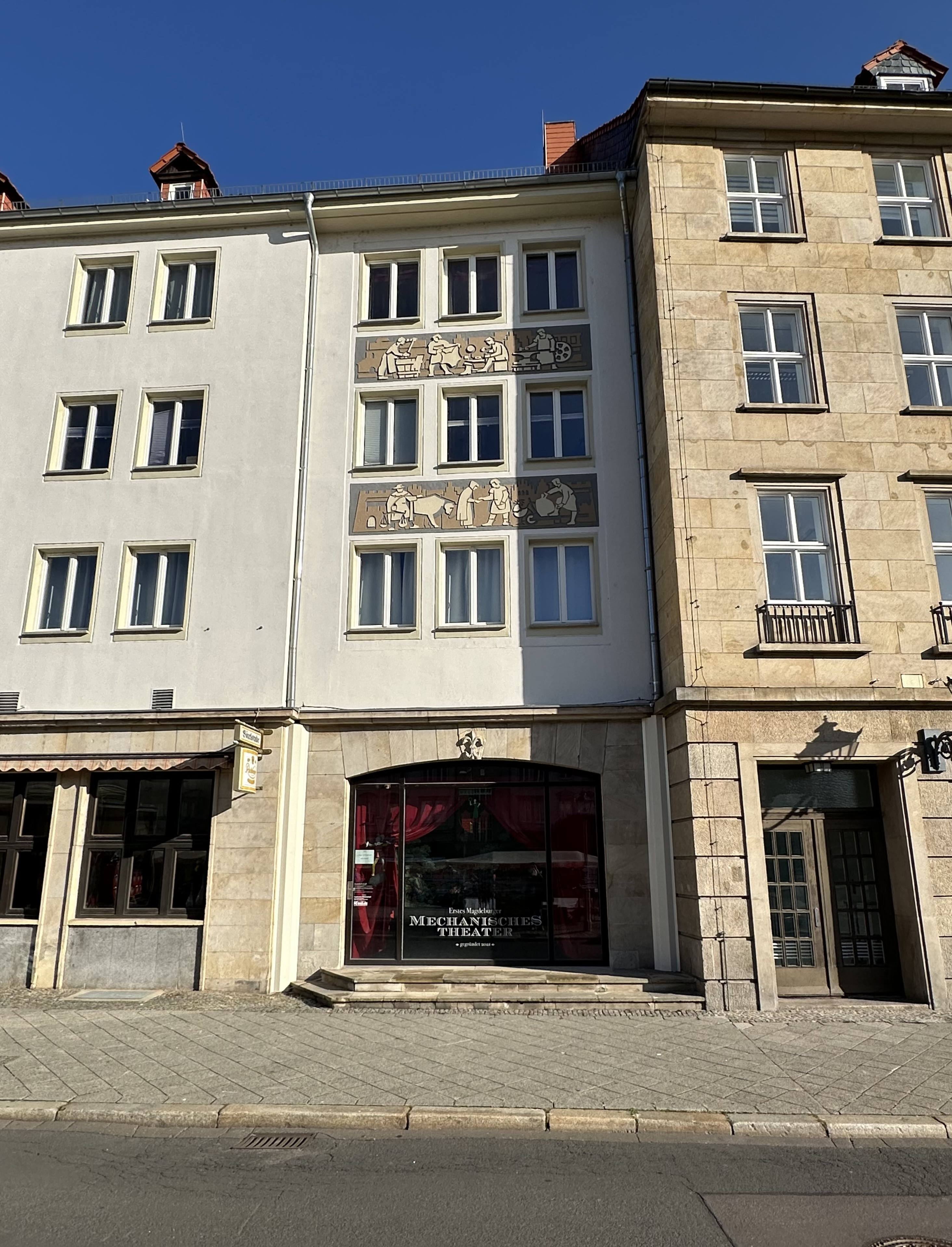
Ehemalige Einmündung der Nadelöhrgasse auf den Alten Markt, 2024

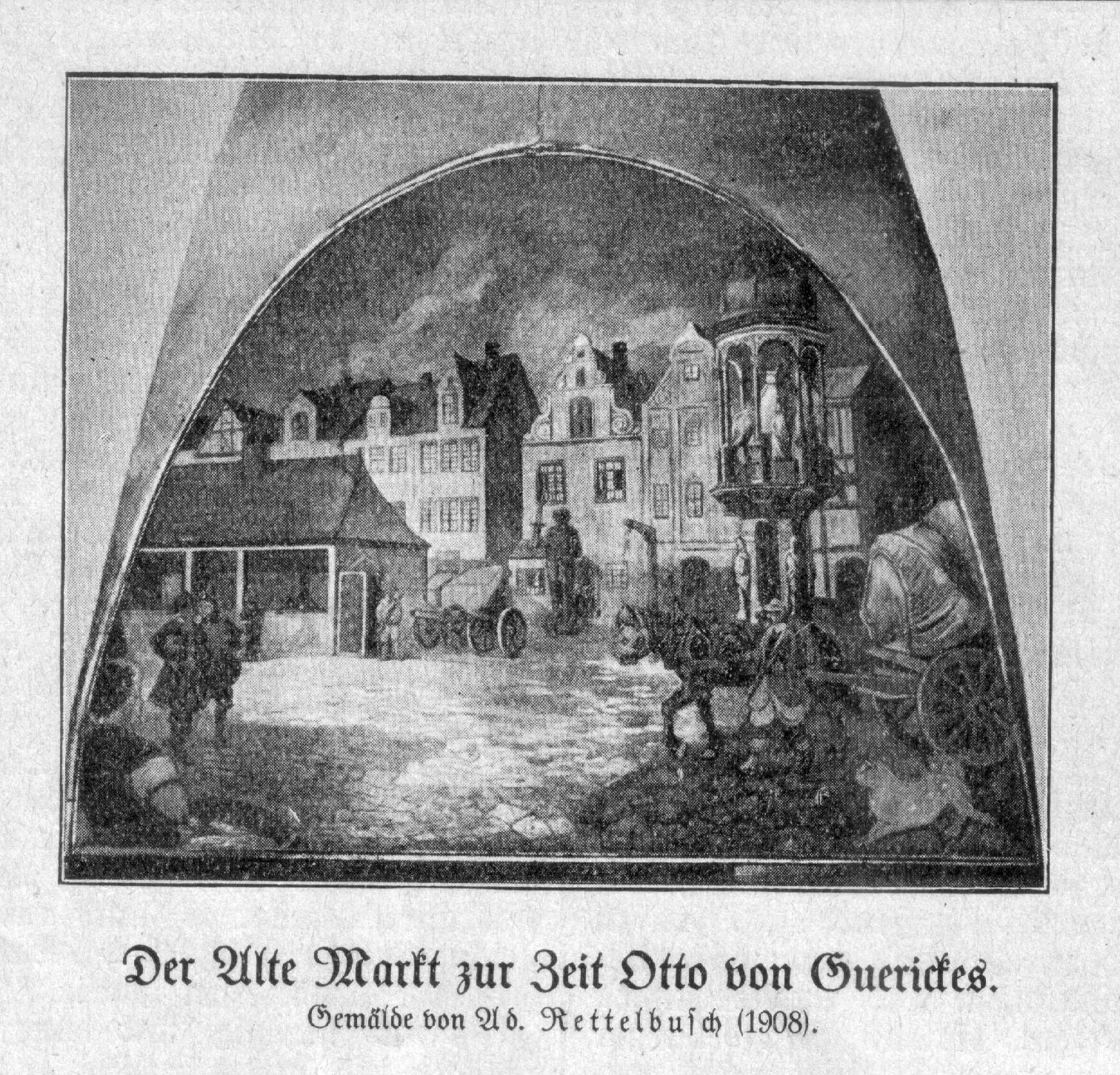
Gemälde Adolf Rettelbuschs, mit einem Blick über den Alten Markt, im Hintergrund die Einmündung der Nadelöhrgasse

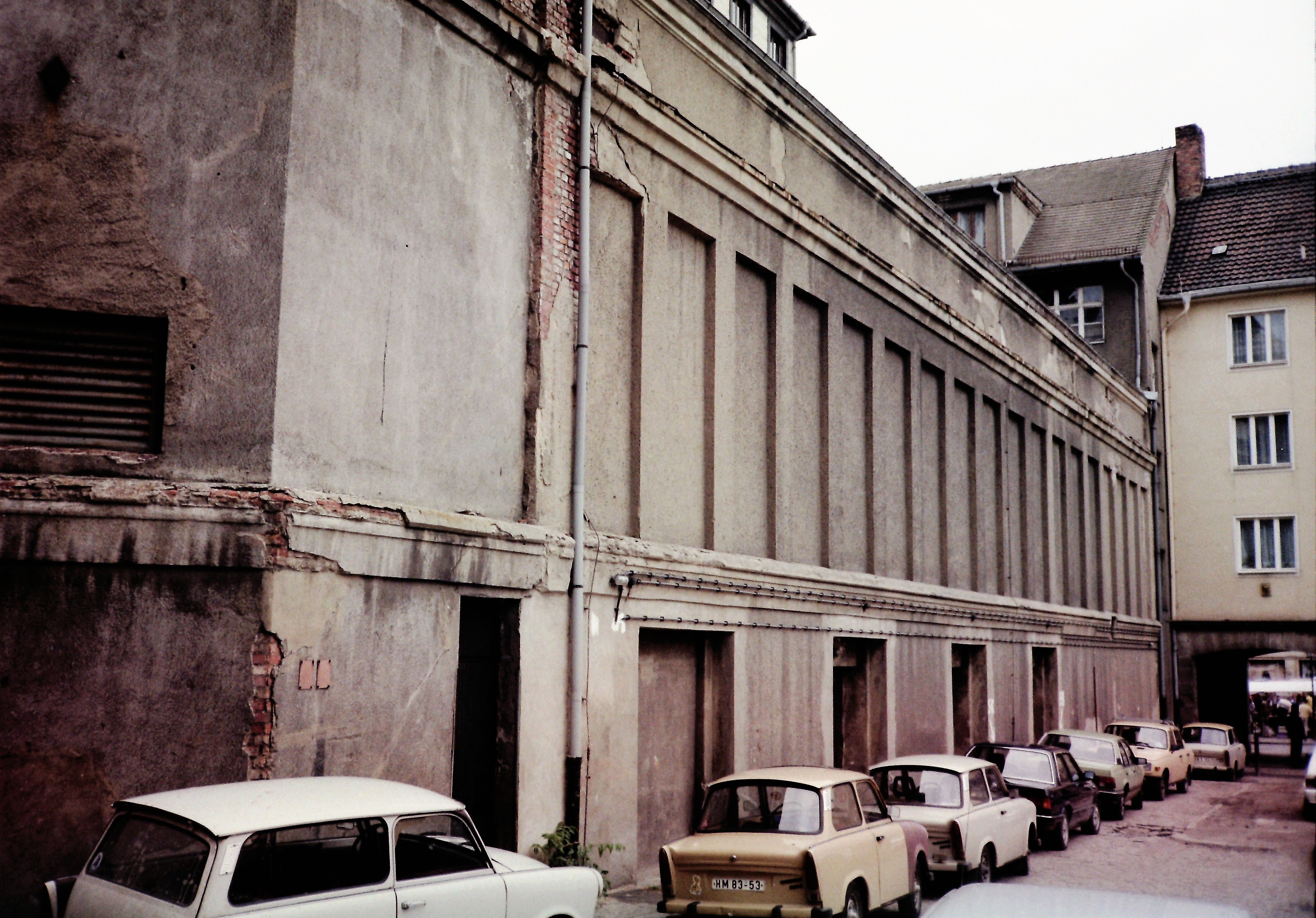
Ehemalige Nadelöhrgasse im Jahr 1990 mit noch offenem Torbogen zum Alten Markt; zu erkennen ist auch noch der ursprünglich Bordstein der Gasse

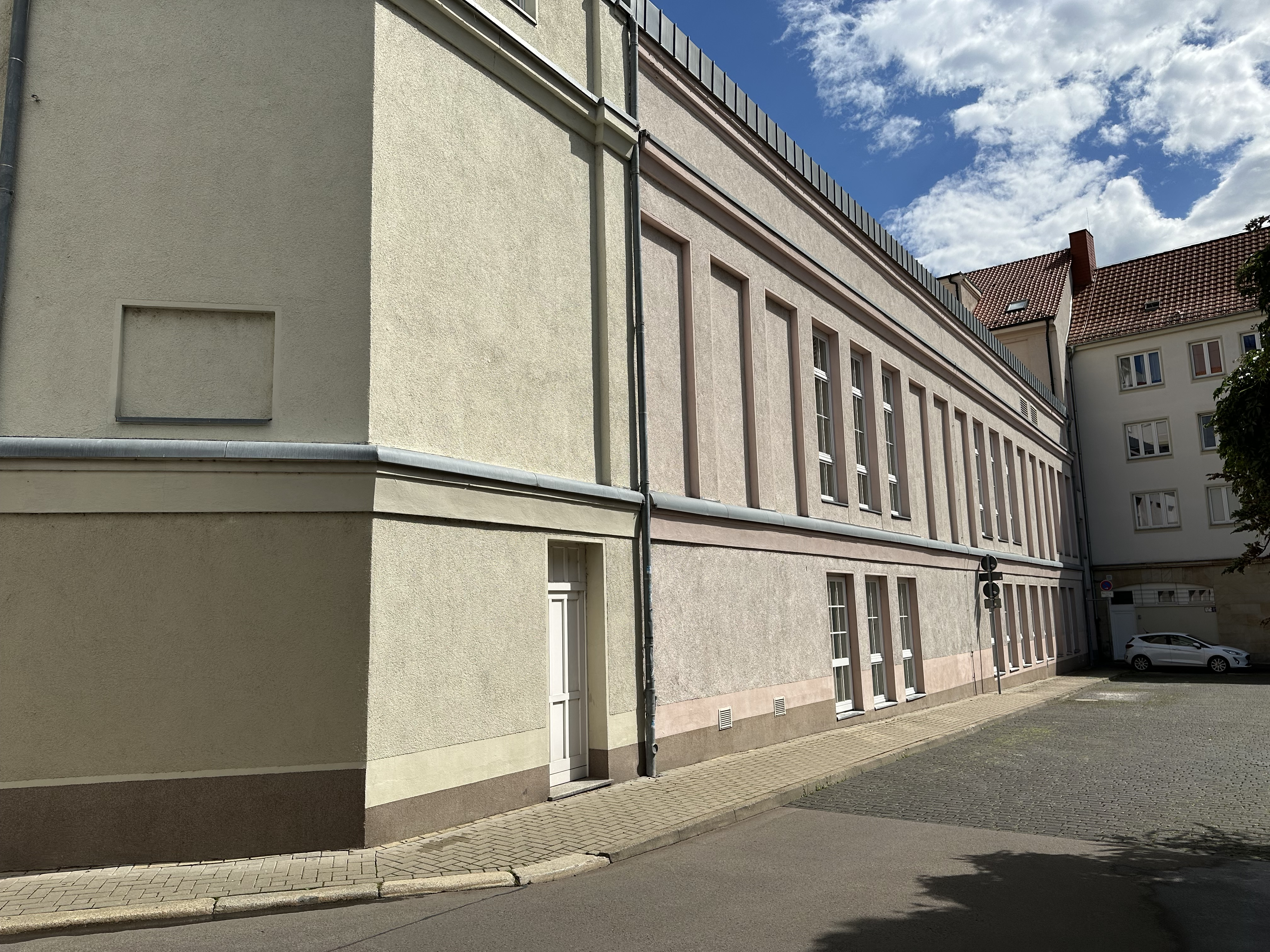
Blick von Norden in die Nadelöhrgasse, hinten rechts der verschlossene Torbogen zum Alten Markt, 2024

Die Nadelöhrgasse war eine Straße in Magdeburg im heutigen Sachsen-Anhalt.

## Lage und Verlauf
Die kurze Straße befand sich im Zentrum der Magdeburger Altstadt. Sie führte von der Nordseite des Alten Markts nach Norden, bis sie nach etwa 50 Metern auf die Straße Katzensprung traf. Die Einmündung auf den Alten Markt befand sich zwischen den Häusern Alter Markt 8 und 9/10.
Eigene Hausnummern hatte die Nadelöhrgasse nicht. Die angrenzende Bebauung gehörte zum Alten Markt oder zum Katzensprung.

## Geschichte
Für längere Zeit war die Gasse ohne Namen. Die erste Erwähnung einer Bezeichnung liegt aus dem Jahr 1631 als Nadelufer vor, wobei diese Benennung auch den Katzensprung mit umfasste. Vermutlich war bereits in dieser Zeit der eigentliche Name Nadelöhr oder Nadelauge, womit auf die Enge der Gasse Bezug genommen wurde. Die im Niederdeutschen bestehende Ähnlichkeit zwischen Oge und Over, also Auge und Ufer, dürfte durch nachlässige Aussprache zu dieser Bedeutungsverschiebung geführt haben. Die Benennung als Ufer ist so weit ab von der Elbe unrealistisch. Später kam auch die Bezeichnung als Nadlergasse vor. Auch hier dürfte die Ähnlichkeit zwischen Nadelöhr und dem niederdeutschen Begriff für Nadler, Nadelär ursächlich für die andere Bedeutung sein. Ab 1683 wurde der nördlich in West-Ost-Richtung verlaufende Katzensprung dann namentlich unterschieden. Allerdings wurden die Namen weiterhin uneinheitlich verwendet. So wurde 1798 die Nadelöhrgasse als Nadlergasse, der östliche Teil des Katzensprungs jedoch als Nadelöhrgasse bezeichnet. 1800 hieß es wieder Nadelufer, sowohl für die Nadelöhrgasse als auch für den östlichen Teil des Katzensprungs. Im Jahr 1807 fanden sich wieder die Bezeichnungen von 1798. Im gleichen Jahr wurden beide Gassen jedoch auch als bei der Judith bezeichnet. Der Name bezog sich auf das Haus Zur Judith (Katzensprung 3). Eine wohl unzutreffende Ansicht ging davon aus, dass sich dieser Name auf einen Jodutenstein auf dem Alten Markt bezöge. Ein solcher ist jedoch für Magdeburg nicht belegt, auch wäre der Name dann früher zu erwarten gewesen. Es setzte sich letztlich der Name Nadelöhrgasse durch.
Während des Zweiten Weltkriegs wurde der Bereich stark zerstört. Bei der Neubebauung entstand auf der Nord- und Südseite des Alten Markts in den 1950er Jahren eine geschlossene Bebauung. Während damit diverse Marktgassen aufgegeben und überbaut wurden, wurde für die Nadelöhrgasse ein Torbogen in die Bebauung eingefügt, so dass sie weiter auf den Alten Markt einmündete. Oberhalb des Torbogens wurde zum Alten Markt hin ein denkmalgeschütztes Hauszeichen angebracht. Auch die Vorkriegsbebauung der Ostseite der Gasse, die Westfront des Kinosaals des ehemaligen Deulig-Palastes, dann als Theater des Friedens, jetzt als Saal der IHK Magdeburg genutzt, blieb erhalten. Der Name Nadelöhrgasse blieb in der DDR zunächst in Verwendung und war noch 1979 verzeichnet. Wohl Anfang der 1980er Jahre wurde der Name jedoch aufgegeben. Der Verlauf der Gasse blieb jedoch erhalten. Nach 1990 wurde der Durchgang zum Alten Markt verschlossen. Seitdem endet die Gasse als unbenannte Sackgasse, vom Katzensprung kommend, an der Nordseite der nördlichen Bebauung des Alten Markts.